# Xã Lessor, Quận Polk, Minnesota
Xã Lessor (tiếng Anh: Lessor Township) là một xã thuộc quận Polk, tiểu bang Minnesota, Hoa Kỳ. Năm 2010, dân số của xã này là 175 người.